# Dysmicoccus fimbriatulus
Dysmicoccus fimbriatulus är en insektsart som först beskrevs av Cockerell och King in King 1902.  Dysmicoccus fimbriatulus ingår i släktet Dysmicoccus och familjen ullsköldlöss. Inga underarter finns listade i Catalogue of Life.